# Macarena Gelman
Macarena Gelman   (Montevideo, 1 de novembre de 1976) és activista militant pels drets humans i política uruguaiana, filla de detinguts-desapareguts argentins. És neta del poeta argentí Juan Gelman, i de la cofundadora d'Àvies de la Plaza de Mayo, Maria Eugenia Casinelli.

## Biografia
Macarena Gelman és filla de Maria Claudia García Irureta Goyena i de Marcelo Ariel Gelman, detinguts-desapareguts durant la dictadura militar argentina. La seva mare va ser segrestada durant l'embaràs per grups de tasques del govern militar de l'Argentina i va ser traslladada a l'Uruguai, en el marc del Pla Còndor. Allí va estar reclosa al Centre de detenció del Servei d'Informació de Defensa i va ser traslladada a l'Hospital Militar de Montevideo per donar a llum.
Macarena va néixer en captivitat al novembre de 1976 i va ser donada en adopció a una família uruguaiana. Els seus pares biològics van ser assassinats.
Va estudiar a la Facultat de Ciències i a la Facultat de Química de la Universitat de la República, sense finalitzar els estudis. Va participar en la militància estudiantil al Centre d'Estudiants de Ciències entre 1995 i 2000.

### La recerca de Macarena
El 23 de desembre de 1998, Juan Gelman va publicar en el Setmanari Brecha la «Carta oberta al meu net», un text escrit el 1995 on li explicava els seus sentiments a la seva neta, a qui encara no havia trobat, i li narrava la història de seus pares.
L'any 2000 Macarena va conèixer la seva veritable identitat, després d'una llarga recerca realitzada pel seu avi. Aquesta recerca va aconseguir notorietat amb l'intercanvi de cartes obertes que va tenir lloc entre el poeta i l'expresident Julio María Sanguinetti el 1999 i 2000. Gelman demanava la col·laboració del mandatari uruguaià en la investigació del cas, mentre que Sanguinetti negava que a l'Uruguai haguessin ocorregut robatoris de nadons. Sanguinetti va començar a rebre llavors cartes de tot el món, incloses les de diversos Premis Nobel.
Després de l'assumpció de Jorge Batlle, el nou mandatari va ordenar dues investigacions paral·leles, que van arribar als mateixos resultats obtinguts pel mateix Gelman en una investigació independent. Es confirmava així la identitat de Macarena.
Després del descobriment, Macarena va canviar el seu cognom pel dels seus pares biològics (Gelman García). Es va dedicar a la militància social en temes vinculats a la violació de drets humans durant el terrorisme d'estat i la identitat de les persones que desconeixen les seves famílies d'origen.

### La recerca de les restes de María Claudia
El 2005, després de l'assumpció com a president de Tabaré Vázquez, es van iniciar excavacions per trobar restes de detinguts-desapareguts durant la dictadura cívico-militar uruguaiana. L'agost de 2005, Vázquez va anunciar que hi havia un 99% de seguretat que les restes de Maria Claudia, mare de Macarena, es trobaven en el Batalló 14, al departament de Canelones. No obstant això, les excavacions no van confirmar la investigació.
Fins al moment no han estat trobades les restes de la seva mare. En canvi, es van trobar les del seu pare a l'Argentina el 1989.

### Denúncia davant la Cort Interamericana de Drets Humans (CIDH)
El 2010 va presentar una demanda davant la Cort Interamericana de Drets Humans (CIDH) contra l'Estat Uruguaià pel segrest i mort de la seva mare durant l'última dictadura militar. El principal argument va ser la vigència a l'Uruguai de la Llei de Caducitat, que viola normes internacionals que impedeixen aplicar amnisties a delictes de lesa humanitat.
El març de 2011 la CIDH va condemnar l'Estat Uruguaià per la desaparició forçada de Maria Claudia García i per la supressió d'identitat de Macarena, exhortant el país que conduís la investigació dels fets, determinés les responsabilitats corresponents i apliqués sancions als responsables. Així mateix, la decisió de la CIDH va obligar l'Estat uruguaià a indemnitzar Gelman per lucre cessant, danys immaterials i despeses destinades a investigar el parador de la seva mare.
El març de 2012 l'expresident de l'Uruguai, José Mujica, va encapçalar un acte públic a l'Assemblea General de l'Uruguai, on va reconèixer la responsabilitat institucional de l'Estat uruguaià en els fets de violació dels drets humans denunciats per Gelman. D'aquesta manera, va complir amb un dels punts de la sentència de la CIDH, i es va comprometre a dur a terme accions per reparar el dany.

### Declaració en la causa d'Automotors Orletti
L'agost de 2010, va declarar en la causa judicial sobre els crims comesos en el centre de detenció il·legal conegut com a Automotors Orletti, on van estar detinguts els seus pares; el seu pare va ser assassinat allà i la seva mare va ser traslladada després a l'Uruguai.

### Activitat social i política
Va treballar a la Secretaria de Drets Humans de la Nació a l'Argentina i ha col·laborat amb les Àvies de la Plaza de Mayo.
Així mateix, des de 2010 milita políticament a l'Uruguai. Es va integrar a l'Ir, agrupació política del Front Ampli, de la qual va ser membre fundadora i una de les seves principals referents. El març de 2014 va anunciar que seria candidata a diputada per aquesta agrupació. En les eleccions internes de juny de 2014 va donar suport a la precandidatura presidencial de Constanza Moreira. En les eleccions nacionals del 26 d'octubre de 2014 va ser elegida diputada pel departament de Montevideo. Va assumir el seu escó de diputada el 15 de febrer de 2015 i el va ocupar fins a mitjan 2019.
Al Parlament, va presidir la Comissió de Població i Desenvolupament durant l'any 2015. Va ser presidenta de la Comissió de Constitució, Codis, Legislació General i Administració l'any 2017, i la quarta vicepresidenta de la Cambra de Representants. Així mateix, va presidir el grup nacional de l'organització Parlamentaris per l'Acció Global. Va decidir desvincular-se del sector Ir a l'abril del 2019.